# 藤森かおり
藤森 かおり（ふじもり かおり、1979年5月5日 - ）は、日本の元AV女優。
青森県出身。

## 略歴
- 1999年 - AVデビュー。主にキカタン（企画単体）ものを中心に活躍。
- 2004年 - 三上翔子やはらだはるなとともにケイ・エム・プロデュースのレンタル専門レーベルうまなみ。のキャンペーンガール、うまなみ。ガールズにも選ばれた。

## 作品

### アダルトビデオ
1999年
- 禁断の果肉看護見習（1月27日、TANK）
- 目を開ける女 藤森かおり（3月1日、ソフト・オン・デマンド）
- コスプレックスVol.2　藤森かおり（8月6日、ソフト・オン・デマンド）
- ドリームシャワー Vol.11　藤森かおり（9月7日、ワープエンタテインメント）
- 犯辱ﾚｲﾌﾟ 虐痴のピットイン 藤森かおり（9月17日、ソフト・オン・デマンド）
- ｢痴｣ 女優 Vol.08　藤森かおり（10月8日、ワープエンタテインメント）

2000年
- 女プロデューサーレイプ・悦獄夢芝居 藤森かおり（1月14日、アタッカーズ）
- CHER BUST COLLECTION MILLENNIUM（2月18日、エッチアールシー）
- 口淫W(ダブル）インパクト（3月17日、トライハート）
- SUPER ダブルインパクト 口淫&乳淫（7月21日、オフサイド）
- 巨乳ｸﾞﾗﾏﾗｽ となりのお姉さんDX3 藤森かおり & 奥田 唯（7月28日、ビッグモーカル）
- 裏女尻（9月22日、アリスJAPAN）
- ワイフ 蛇縛の奴隷ミセス 藤森かおり（10月6日、アタッカーズ）
- TOKYO裏道デートDVD-MIX /川浜なつみ、相原涼、藤森かおり（2月23日、ロイヤルアート）

2001年
- 出張巨乳パラダイス!!（2月28日、アリーナエンタテインメント）
- ｢痴｣ 女優 Vol.08　藤森かおり（7月17日、ワープエンタテインメント）
- Simple Collection vol.1　自慰（10月6日、桃太郎映像出版）
- STAR BOX vol.06　藤森かおり（10月17日、ワープエンタテインメント）
- 巨乳 de アタック vol.3　白川陽奈・大塚紗奈・藤森かおり（11月10日、インディーズ・メディア）

2002年
- ピュア【美少女編】　藤森かおり・うさみ恭香・河合あい（2月12日、トリプルエース）
- 犯辱レイプシリーズ 第2巻（5月4日、SODクリエイト）
- フロムハート1　Vol.03 藤森かおり（5月22日、桃太郎映像出版）
- 10人のウェイトレスが男根おもてなし ! -プリティーズ完全永久保存版!!-（8月7日、エクストリーム PREX-03）全10名
- ザ・痴漢ネット2 藤森かおり（10月25日、ミュージアム）
- インテリズム 【Glasses02】（11月9日、ドリームチケット）
- GANG! BANG! vol.7 中谷カイト 藤森かおり（11月22日、桃太郎映像出版）
- お尻と性器8 藤森かおり（12月1日、ワンズファクトリー）
- 蛇縛の人妻セレクト（12月8日、アタッカーズ）
- 看護婦（12月18日、ドリームチケット）

2003年
- 超エロボディ1（1月9日、ドリームチケット）
- Sex Mix Party3（1月21日、h.m.p）
- ONANIE TOY'S STORY vol.1（1月24日、桃太郎映像出版）
- 中出しスペシャル 藤森かおり（2月14日、桃太郎映像出版）
- 警備しちゃうぞ（3月13日、TMA）
- 美人女医陵辱検診（3月20日、ヒビノ）
- 挑発痴女【LEVEL A】（4月15日、隼エージェンシー）
- 龍蛇の緊縛慕情16 奥様緊縛凌辱 藤森かおり（4月22日、月光）
- トリプル巨乳で満たしてあげる（5月1日、MOODYZ）
- 喪服未亡人陵辱レイプ 藤森かおり（5月3日、ヒビノ）
- 飼育 第八章 藤森かおり（5月13日、隼エージェンシー）
- 表に出せないビデオ11 藤森かおり（6月11日、エイチ・エス映像）
- 強制露出マニアックス 5（6月13日、VIP）
- Sexすれば元気になれる!! おまかせ即尺クリニック（8月22日、クリスタル映像）オムニバス作品
- 死夜悪 ANTHOLOGY 4（9月8日、アタッカーズ）
- ERO-BATTLE 3 藤森かおりVS中谷カイト（9月12日、隼エージェンシー）
- 美人教師 暴行現場 Special 5 朝河蘭 神谷麗子 吉野瞳 古河由摩 神谷沙織 藤森かおり ほか（9月19日、クリスタル映像 MMDV-209）全15名
- 酒池肉林（9月21日、メディアステーション）
- 悩殺痴女教師（9月26日、ビッグモーカル）オムニバス作品
- 巨乳人妻高級ソープ二輪車（10月3日、GLAY'z）
- 乳揉み三昧（10月13日、メディアステーション）オムニバス作品
- ハードタッチ 巨乳秘書 藤森かおり（10月31日、トライハート）
- 濡れスケ 厳選凝縮版 上巻（11月1日、バニーズバニー BNS-001）全10名
- 濡れスケ 厳選凝縮版 中巻（11月1日、バニーズバニー BNS-002）全10名
- 濡れスケ 厳選凝縮版 下巻（11月1日、バニーズバニー BNS-003）全10名
- ハードタッチ巨乳秘書　藤森かおり（11月7日、オフサイド）
- 綺麗な牝を飼いませんか1（11月13日、隼エージェンシー）
- イカセ4時間　藤森かおり（11月21日、ケイ・エム・プロデュース）
- 変態女に犯されませんか 7人の絶倫女（12月12日、隼エージェンシー）オムニバス作品
- イイ女狩り どうせやるならイイオンナ!（12月19日、うまなみ。）オムニバス作品
- 逆ナンパスペシャル 高田馬場編（12月25日、トライハート）

2004年
- 僕のきれいなお姉さんになってください。 藤森かおり24歳（1月10日、ドグマ）
- AVアイドルCLIMAX（1月23日、メディアアーツ）
- もしもこんな痴女がいたら…。（2月20日、うまなみ。）オムニバス作品
- 逆ナンパでGOGO!（2月28日、アリーナエンタテインメント）
- マダムレポート8（3月1日、マルクス兄弟）オムニバス作品
- 捕らわれの幼なセールスレディ 涙の凌辱契約（3月18日、アイエナジー）
- 完全調教女子校生 椎名実果 完全版（3月19日、ケイ・エム・プロデュース）
- 巨乳人妻が癒してあげる!（3月19日、うまなみ。）オムニバス作品
- アダルトな大人のお姉さん（3月26日、プラチナソフト）
- エロ医者と変態看護婦（4月14日 、隼エージェンシー）
- 綺麗な牝を飼いませんか2（4月14日、隼エージェンシー）オムニバス作品
- もしも女子銀行員たちがあなたのペニスに異常に興味を示したら?（4月10日、ドグマ）
- 近親相姦パラダイス（4月15日、マルクス兄弟）
- もしもこんな超高級ソープがあったら…。2（4月23日、うまなみ。）オムニバス作品
- 先生がスケベすぎて僕…もうガマンできない（4月25日、エーピーエー）
- 巨乳マンション23～Eカップ劣情マダム秘密の少年飼育～（4月29日、ワープエンタテインメント）
- 100人のおっぱい（5月1日、ワンズファクトリー）
- 必殺レイプシリーズ第4弾 姉妹捜査官 輪姦遊戯（5月3日、ヒビノ）
- 高級ソープ&高級ヘルス 極楽4時間（5月7日、GLAY'z）
- 熟女凌辱三昧（5月8日、アタッカーズ）
- うまなみ。プレゼンツ いいオンナ 4時間（5月21日、ケイ・エム・プロデュース）うまなみ作品『いい女狩り!』のセルDVD化作品
- Crazy Sexy Cool All mix and special program（5月28日、プラチナソフト）
- 淫欲屋敷の美幽霊 完全版 ファイブドールズ（6月25日、ケイ・エム・プロデュース）
- イイ女狩り2（6月25日、うまなみ。）オムニバス作品
- 超高級ソープ4時間スペシャル3（7月23日、ケイ・エム・プロデュース）うまなみ。作品『もしもこんな超高級ソープがあったら･･･。2』のセルDVD化作品
- 淫乱OL発情日記（7月23日、うまなみ。）オムニバス作品
- Hなお姉さんに誘われてDX 4（8月20日、クリスタル映像）オムニバス作品
- うまなみプレゼンツ 3 痴女4時間（9月3日、ケイ・エム・プロデュース）うまなみ。作品『もしもこんな痴女がいたら...。』のセルDVD化作品
- 巨乳美人妻（11月4日、アイエナジー）
- 女だらけのLOVEレズKISS（11月15日、MOODYZ）オムニバス作品
- イイ女狩り 4（11月19日、うまなみ。）オムニバス作品
- もしもこんな超高級ソープがあったら･･･。 3（11月26日、うまなみ。）オムニバス作品
- 高学歴の絶倫妻 藤森美加32歳（12月24日、コージィ）
- 24人のカリスマアイドル 4（12月24日、ケイ・エム・プロデュース）オムニバス作品

2005年
- 僕、専用。Special 七天使激闘編 ～まごころをきみに～（1月7日、ゴーゴーズ）
- ショタコン（1月28日、GIGA）
- ボディコン熟女（2月15日、マドンナ）
- もしもこんな超高級ソープがあったら･･･。4（2月18日、うまなみ。）オムニバス作品
- 痴熟女発情オナニー15（3月15日、マドンナ）
- 団地に棲む人妻たち 19（4月15日、マドンナ）オムニバス作品
- おとなの宴会 乱交!ピンクコンパニオン 4 ～王様ゲーム・野球拳付き(コスプレ無料）～（5月4日、V&Rプロダクツ）
- アナルオナニー（5月19日、甲斐正明事務所(ブリット））
- AV女優が真っ裸・お笑いで人を笑わせられるか(仮）（5月25日、ホットエンターテイメント）
- うまなみ。プレゼンツ5 巨乳人妻4時間（5月27日、ケイ・エム・プロデュース）うまなみ。作品『巨乳人妻が癒してあげる』のセルDVD化作品
- うれごろ日記 12（6月20日、ミル）
- 人気アニキャラ集団痴女に家に無理矢理住まれた上に設定付きで毎晩犯されてみませんか?（6月24日、アリスJAPAN）
- うまなみプレゼンツ6 イイ女狩り 4時間（6月24日、ケイ・エム・プロデュース）うまなみ。作品『イイ女狩り4』のセルDVD化作品
- ～禁断の性～ 友達の母 25（6月25日、マドンナ）オムニバス作品
- コンビニの女（7月22日、デジタルバンク）オムニバス作品
- 超高級ソープ4時間SPECIAL 4（8月19日、ケイ・エム・プロデュース）うまなみ。作品『もしもこんな超高級ソープがあったら･･･。3、4』のセルDVD化作品、オムニバス作品
- THE 痴女家庭教師クライマックス 18人の美しき痴女家庭教師たち 復習編（11月11日、メディアバンク）
- うまなみ。プレゼンツ12 淫乱OL4時間（11月25日、おかず。(ケイ・エム・プロデュース））うまなみ作品『淫乱OL発情日記』のセルDVD化作品
- うまなみ。プレゼンツ13 イイ女狩り4時間 2（12月16日、おかず。(ケイ・エム・プロデュース））うまなみ。作品『イイ女狩り2』のセルDVD化作品

2006年
- トーキョー☆ポルノ☆デイズ act. 10 藤森かおりちゃんとのセックスを収録（1月31日、無敵屋）
- 人妻争奪Wデート 2（4月1日、グローリークエスト）
- いたずらおやじ 5（4月14日、サンクチュアリ）
- ヌキながら学べるパソコン教室（4月19日、クロス）
- 腰を振る女・3 ～秘書（4月30日、冒険ゴリラ）オムニバス作品
- すけべぇ義父の嫁いぢり 18（5月12日、東京音光）
- ガチ！静まり返る漫画喫茶で声を潜めてお忍びハメハメ!（5月18日、甲斐正明事務所(ブリット））オムニバス作品
- 人妻尽くしんぼ（5月19日、クロス）
- レズビアン トライアングル（6月16日、アリスJAPAN）
- 巨乳の誘惑 ビキニお姉さん（6月19日、クロス）
- DIGITAL MOSAIC SEX MACHINE（7月19日、クロス）
- 若妻恋情 ～柔らかい肌～ 藤森かおり（8月13日、溜池ゴロー）
- プライベートでヤッたことのあるモデルとあえてハメ撮りをしてみたらこんなにナマナマしいSEXが撮れました（8月18日、メディアバンク）
- 撮影現場で突然台本にないフェラチオを要求したらモデルはしゃぶってくれるのか?（9月29日、メディアバンク）オムニバス作品
- スーパーGスポットSPXXX　14（10月20日、クリスタル映像）オムニバス作品

他